# Mason megye (Kentucky)
Mason megye az Amerikai Egyesült Államokban, azon belül Kentucky államban található. Megyeszékhelye és legnagyobb városa Maysville. Lakosainak száma 17 120 fő (2020. április 1.). Mason megye Adams, Lewis, Fleming, Robertson, Bracken és Brown megyékkel határos.

## Népesség
A megye népességének változása:
| Lakosok száma | 17 509 | 17 545 | 17 465 | 17 278 | 17 099 | 17 120 |
|               | 2010   | 2011   | 2012   | 2013   | 2015   | 2020   |